# Lepadella borealis
Lepadella borealis är en hjuldjursart som beskrevs av Harry K. Harring 1916. Lepadella borealis ingår i släktet Lepadella och familjen Lepadellidae. Arten är reproducerande i Sverige. Inga underarter finns listade i Catalogue of Life.